# Iranische Mythologie
Die iranische Mythologie, zum großen Teil auch persische Mythologie, umfasst die Gesamtheit der Mythen der iranischen Völker. Hierzu gehören neben späteren Erzählungen tradierte Sagen der Frühzeit und des Altertums, in welchen uns neben altiranischen Gottheiten, den Yazata, außergewöhnliche sowie übernatürliche Personen und Wesen begegnen. Diese spiegeln häufig und in charakteristischer Weise Bilder und Ansichten zur Thematik der Konfrontation zwischen Gut und Böse, dies unter Darstellung der Taten der Götter, der Helden sowie anderer Wesen. Figuren der iranischen Mythologie weisen im Verlaufe ihrer mehrtausendjährigen Kulturgeschichte häufig und in wiederkehrender Weise eine begriffliche und sinnbezogene Weiterentwicklung auf, so beispielsweise in der Aufnahme eines Teils der Figuren und Begrifflichkeiten der frühen iranischen Mythologie in die persische Mystik. Als ein Beispiel kann die Metamorphose des Bildes des bereits in altiranischen Texten vorkommenden Vogels Simurgh hin zu einer wesentlichen Figur der persischen Mystik des 12. Jahrhunderts in der „Konferenz der Vögel“ des Dichters Fariduddin Attar dienen.
Das Gebiet der Entstehung der iranischen Mythologie und die wesentliche Region ihres kulturellen Wirkens umschließen insbesondere Iran, Afghanistan, Tadschikistan, Mesopotamien sowie Kurdistan, den Kaukasus, Belutschistan und Teile Zentralasiens und des indischen Subkontinents. Maßgeblich für die Überlieferung der Mythologie ist das Königsbuch (Schāhnāme), das Lebenswerk des persischen Dichters Abū l-Qāsem-e Ferdousī, welches in seiner Bedeutung mit Homers Ilias vergleichbar ist. Der Umfang des Werks Homers wird durch das persische weit übertroffen. Weitere wesentliche Quellen der persischen Mythologie stellen verschiedene Abschnitte des Avesta, so die Yaschts und die Schriften des Vendidâd, sowie die Pahlavi-Literatur dar. Der iranische Schöpfungsmythos wird insbesondere im mittelpersischen Buch Bundahischn fokussiert.
Die Begriffe „iranische Mythologie“ und „persische Mythologie“ finden häufig eine synonyme Anwendung, auch wenn die ethnische Komponente des Terminus „iranisch“ sachgemäß über die persische Linie der Iraner hinaus alle iranischen Stämme einschließt. Dies liegt neben der in den iranischen Sprachen bestehenden Bezeichnung des im Abendland üblichen Begriffs Persien als Iran unter anderem darin begründet, dass erhebliche Teile der iranischen Mythologie in der persischen Sprache, hierbei insbesondere im Mittel- sowie im Neupersischen, niedergelegt wurden und die persische Sprache in kultureller Hinsicht in Zentral- und Südwestasien als eine häufig gemeinsam und teils als eine lingua franca genutzte Sprache eine besondere Stellung einnimmt.

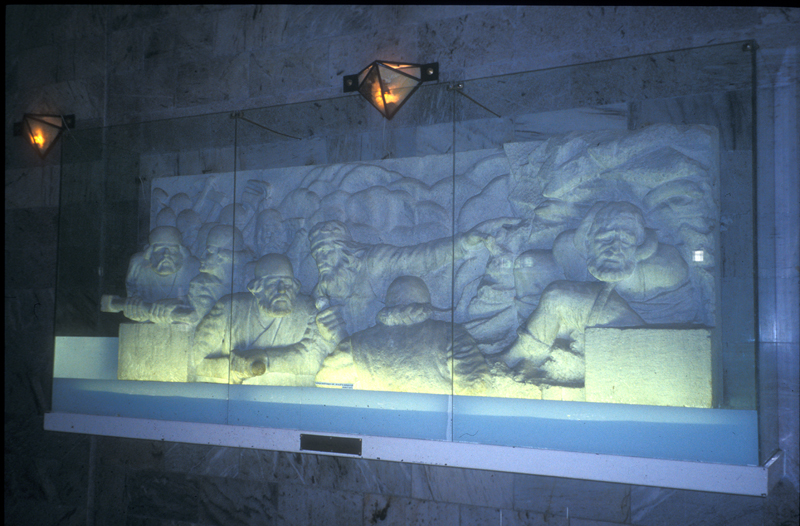
Reliefs am Grabmal des persischen Dichters Firdausi bei Tūs (Tous, Iran) mit Szenen der iranischen Mythologie

## Gestalten und Begriffe der iranischen Mythologie
Der folgende Abschnitt bietet eine Übersicht und bildet angesichts des weiten Spektrums der iranischen Mythologie kein vollständiges Verzeichnis aller Begriffe und Figuren.
- Abanagan („Ābānagān“), Ābāngān; Fest zu Ehren des Wassers, hierbei insbesondere der Gottheit Aredvi Sura Anahita
- Abtin  („Ābtin“), avestisch Āθwya; im Schāhnāme Vater des Faridun; gemäß Avesta ist er ein Priester des Haoma, welchem zur Belohnung Faridun geboren wird.
- Adargan („Ādargān“), Āzargān; ein Fest im Herbst, Fest zu Ehren des Feuers und der Gottheit Ātar
- Aeshma, Xišm, Xašm; Daeva des Zorns, Zorn
- Afrasiab („Afrāsiāb“) Fraŋrasyan, Frāsiāv, Frāsiāk; frühiranisch-mythischer König der zentralasiatischen iranischen Stämme; bedeutende, negative Figur im Schāhnāme; im Avesta und in Pahlavi-Schriften in weniger anthropomorpher Ausgestaltung an Kämpfen zwischen dem Guten und dem Bösen beteiligt; ermordete Siyawasch, dessen Sohn Kai Chosrau, Enkel Afrasiabs, diesen später bekämpfte; versucht im Zamyad Yascht, sich Xwarenahs (Farr) zu bemächtigen, und schwimmt im Farāxkart (Vorukaša); laut Bundahischn und Zadspram im Kampf gegen Iran gegen den Regen tätig, wird jedoch durch Spendarmad (Spenta Armaiti) besiegt; besiegte als gute Tat den arabischen Besatzer Zeyngave Dorvand.
- Agash, Daeva des bösen Blicks, begegnet uns im Großen Bundahischn
- Ahriman, Angra Mainyu. Geist der Bösen Schöpfung, Zerstörerischer Geist, Ursphäre der Bösen Schöpfung; ihm entgegengesetzt Spenta Mainyu und Ahura Mazda
- Ahura Mazda, Hurmazd, Hormuzd, Ohrmazd, Ormazd; „Der Weise Herr“, Schöpfer; Ahura Mazda erscheint bereits in den ältesten iranischen Texten, so in den Gathas sowie in den altpersischen, achämenidischen Dokumenten, dort beispielsweise in der trilingualen Behistun-Inschrift.
- Airyaman Ishya, Airyaman Išya (avestisch); mittelpersisch Ērmān bzw. Irmān; iranische Gottheit der Heilung und der Medizin; erscheint unter anderem im Ardwahischt Yascht.
- Airyanem Vaejah, Ērānwēz; „Weites Land der Arier“, Urheimat der Iraner im Avesta
- Airyava, Airyāva (avestisch „Helfer der Iraner“); Name des Hauses Iradsch im Avesta
- Aka Manah, Akōman, Akvan Div; Daeva und Gegenspieler Vohumanas, ein Erzdämon
- Akatash, Daeva, „Schöpfer des Bösen“, laut Bundahischn den Menschen vom Guten abhaltend
- Ama; Gottheit des Mutes und der Kraft; im Avesta sowie in der Pahlavi-Literatur; erscheint häufig gemeinsam mit Verethragna
- Amschaspand (Amesha Spenta), „Fördernde Unsterbliche“, „Heilige Unsterbliche“. Aspekte Ahura Mazdas, höchste Mächte im Reiche des Lichtes
- Anagran, Anagrān (avestisch Anagra Raocah), auch Garudemān und Garzmān; höchste Ebene des Lichtes im Reiche Ahura Mazdas, ohne Anbeginn und unbegrenzt; zugleich eine Gottheit. In der Literatur erscheint Anagrān teils in der abgewandelten Form Aniran, ist hierbei nicht zu verwechseln mit dem Terminus Aniran als „Nicht-Iran“.
- Anahita („Anāhitā“), Aredvi Sura Anahita („Arədvī Sūrā Anāhitā“); Gottheit des Wassers, des kosmischen Flusses und der Fruchtbarkeit; in der Pahlavi-Literatur Assoziation mit dem Planeten Venus entsprechend Pahlavi Anāhid und später neupersisch Nāhid
- Anaya – Dämonische Ungeheuer
- Andar, Indra; Daeva, der „Besten Wahrheit“ Ardvahišt (Aša vahišta, Ordibehesht) entgegengesetzt, ein Erzdämon
- Apam Napat (avestisch und altpersisch, „Enkelsohn der Gewässer“; vgl. altindisch nápāt „Abkömmling, Enkel, Sohn“); im Mittelpersischen auch als Ābān sowie Borz bzw. Burz  und Borzizad („Gottheit Borz“); indoiranische Gottheit des Wassers; erscheint u. a. im Zamyad-Yascht, hier in enger Beziehung zu Farr und in der Opposition zu Afrasiabs Anstrengungen, sich dessen zu bemächtigen. Siehe auch Abanagan und Varuna.
- Apaosha, Daeva der Trockenheit und Dürre, Gegenspieler der Gottheit Tištrya

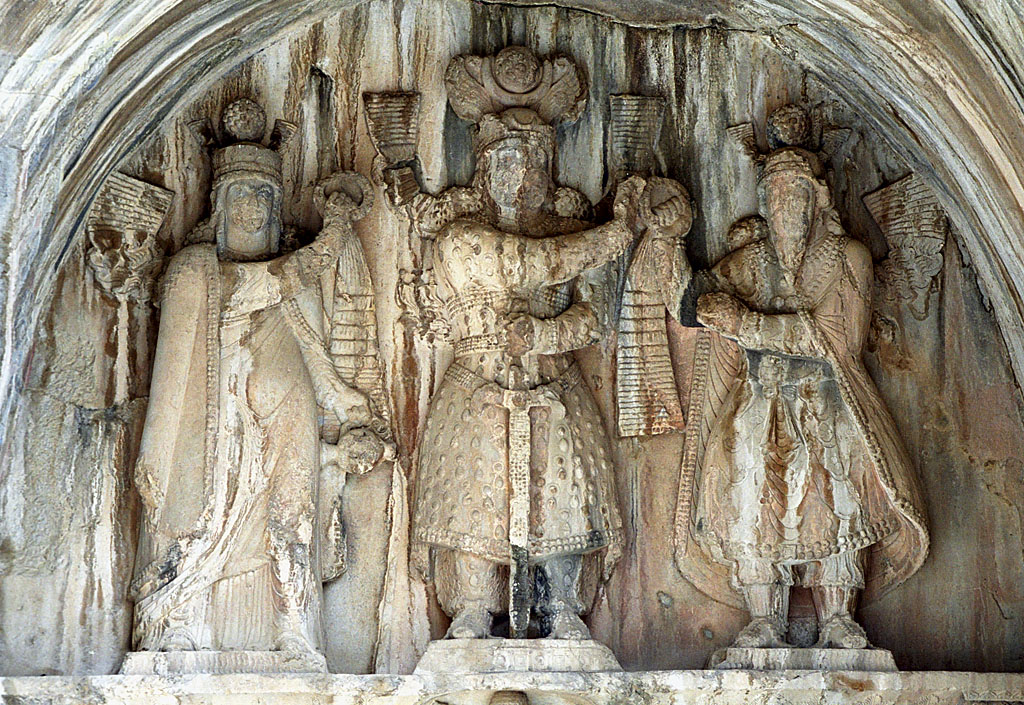
Darstellung der Gottheiten Anahita und Ahura Mazda in Taq-e Bostan: Felsskulptur mit dem persischen Großkönig Chosrau Parwiz in der Mitte, Anahita links und Ahura Mazda rechts im Bild. Iran

- Arasch („Ārasch“), auch Ārash, avestisch Erexša, „schnellen Pfeiles“; ruhmvoller Held und Bogenschütze
- Ardschāsp, König (von Turan) im Avesta und im Schāhnāme (Enkel von Afrasiab)
- Aržang, böser Div in Mazandaran
- Aschi („Aši“), avestisch auch Aschi Vanguhi („Guter Lohn“), entsprechend mittelpersisch Ahrischwang, Aschischwang, Ard, Art; Göttin des guten Lohnes; erfüllt die Wünsche jener Menschen, die auf der Grundlage der Wahrhaftigkeit leben und rechtschaffen sind, spendet ihnen Glück und Reichtum und belohnt sie im Jenseits; ihr gewidmet Ard Yascht; assoziiert mit Frühlingsblüten.
- Ashtad („Aštād“, Pahlavi), auch Arštād; avestisch Arštāt und Aršti; iranische Gottheit; assoziiert mit Raschnu und von eschatologischer Bedeutung; Repräsentanz der Aufrichtigkeit und der Gerechtigkeit.
- Asman (avestisch), Pahlavi Asmān, Neupersisch Āsmān; Himmel, Schutzgottheit des Himmels; er spendet Reichtum; im Kampf gegen Ahriman bändigt er neben den Daeva auch Ahriman selbst.
- Astovidatu, Daeva des Todes
- Ātar bzw. Ātaš, auch Atar, Adar; iranische Gottheit des Feuers; Helfer des Amschaspands Aša vahišta, „Sohn Ahura Mazdas“; Ātar erscheint bereits in den Gathas und erfährt in der späteren Literatur eine zunehmende Personifikation; kämpft im Vendidâd gegen Azhi Dahaka.
- Az („Āz“, mittel- und neupersisch), avestisch Āzi; Daeva der Gier und der Begierde; erscheint in mittelpersischer Literatur insbesondere in manichäischen und zurvanistisch beeinflussten Texten und nimmt eine erheblich höhere Stellung in der Hierarchie der Dämonen ein als in avestischen Schriften, so im zurvanistisch ausgerichteten Werk „Wizidagīhā-ī Zātspram“ als „Oberkommandierender der Heerführer“ der dämonischen Mächte und in einer manichäischen Darstellung als „Mutter aller Dämonen“; im Unterschied zum avestischen Āzi, dem eher die Bedeutung des Dämons der Gier zukommt, schließt die Figur in der späteren Zeit auch die sexuelle Begierde ein.
- Azargoschasp, ein das Feuer bewachender Engel
- Azhi Dahaka, Aži Dahāka (avestisch, Aži: Schlange, Drache; von Aži Dahāka stammend mittelpersisch Aždahāg sowie Dahāg, später neupersisch Eždehā für „Drache“, im Schāhnāme Zahāk bzw. Zohāk); sehr frühe, negative Gestalt; im Avesta im Buch Yasna als Div und Geschöpf Ahrimans u. a. mit „drei Köpfen“ und „sechs Augen“ erscheinend, dort durch Faridun besiegt; im Schāhnāme grausamer Nachfolger des Königs Dschamschid, ermordete seinen eigenen Vater auf Betreiben Ahrimans, ernährt Schlangen, welche nach einem Kuss Ahrimans aus seinen Schultern wachsen, mit dem Gehirn junger Männer, wird nach einem Aufstand des Volkes durch Faridun geschlagen und an den Berg Damavand gekettet.
- Bahram bzw. Verethragna, Gottheit des Sieges, siehe auch Verethragna.
- Bijan, junger persischer Prinz mit schicksalhafter Liebe zu Manischeh
- Chista („Čistā“), Tschista; Gottheit des Wissens und der Erkenntnis; Den Yascht, benannt nach Daena, ist inhaltlich Chista zuzuordnen.
- Cinvat-Brücke, „Tschinwat-peretu“ im Avesta; „Brücke der Scheidung“, deren Probe die Seelen Verstorbener bestehen und passieren müssen
- Daena, Gottheit der inneren Sicht und der Erkenntnis; im Vendidâd und im Denkard als Personifikation der Taten, des „Gewissens“ des Verstorbenen erscheinend; an der Cinvat-Brücke geleitet Daena die Seele der Toten zum „Haus des Gesangs“, dem „Paradies“ entsprechend, oder zum „Haus der Lüge“, der „Hölle“.
- Daeva, im Avesta zunächst „falsche Götter“, später zunehmend als Dämonen (Divs) in Erscheinung tretend
- Damavand („Damâvand“), höchster Gipfel Irans, Berg mit mythologischer Bedeutung; tritt insbesondere als Sinnbild des Widerstands gegen Fremdherrschaft und Despotie in Erscheinung; siehe Azhi Dahaka sowie Ārash
- Dastan („Dastân“), Name des Helden Zal. Siehe Zal. Im Schāhnāme findet Dastans Sohn, der ruhmvolle Held und Krieger Rostam, Erwähnung als „Dastans Rostam“ („Rostam, Sohn des Dastan“), Persisch Rostame Dastân.
- Derafsch-e Kaviani („Derafš-e Kâviâni“); Kavehs Flagge; siehe Kaveh.
- Divs, dämonenhafte Wesen, siehe auch Daeva
- Drvaspa („Drwāspā“), Darvāsp; eine Gottheit; Repräsentanz und Hüterin der Nutztiere; teilt im Drvasp Yascht Attribute Anahitas und Ashis.
- Dschahi, Jahi (avestisch), mittelpersisch Jēh; Dämonin, Ahrimans Erweckerin[1] und Weib
- Dschamschid, Yima, Yima Xšaēta; eine zentrale, frühe Gestalt, im Schāhnāme König der Pischdādiān-Dynastie vor Sohāk (Azhi Dahāka), welcher ihn ermorden lässt.
- Esfandiyar, Spandyat, im Avesta Spentodata; Sohn Wischtaspas; im Schāhnāme fällt der siegreiche Krieger Esfandiyar im Kampf gegen Rostam, dessen Konfrontation er aus Respekt vor dessen Verdiensten widerwillig und nur auf Geheiß Wischtaspas gesucht hatte.
- Ezida
- Faravahr (Pahlavi), Symbol des Zoroastrismus.
- Farāxkart, Vourukaša; mythologisches Meer; siehe Vourukaša.
- Faridun, Fereydūn, avestisch Traetaona („Θraētaona“); Held der Pishdādiān-Dynastie im Schāhnāme, besiegt gemeinsam mit Kaveh den grausamen Herrscher Zahhak bzw. Azhi Dahaka und wird zum König, herrscht als Sinnbild des gerechten und großzügigen Herrschers; im Avesta erlegt er den Drachen Azhi Dahaka; Vater Iradschs, Salms und Turs; siehe auch Azhi Dahaka und Zahhak.
- Farr, Xwarenah, Xwarrah, Khwarenah, Khwarrah. Gottes bzw. der Götter, an den Erwählten gesandte Macht; „Glanz und Glorie“, „himmlischer Glücksglanz“, „das von den Göttern heruntergereichte Charisma der Majestät“
- Frawardigan („Frawardigān“), auch Farwardigān. Fest zu Ehren der Fravaschis (Faravahrs) im ersten Monat des Iranischen Kalenders
- Feuer in der iranischen Mythologie, siehe Ātar sowie die Typologie unter Nariosang
- Fraschokereti, Frashkard/Frasch[a]gird Erneuerung der Welt nach dem Tag der Scheidung und somit nach der Niederlage Ahrimans und dem Ende der bösen Geschöpfe; Zeitalter, in dem die Rechtschaffenen im Frieden einer erneuerten Welt leben.

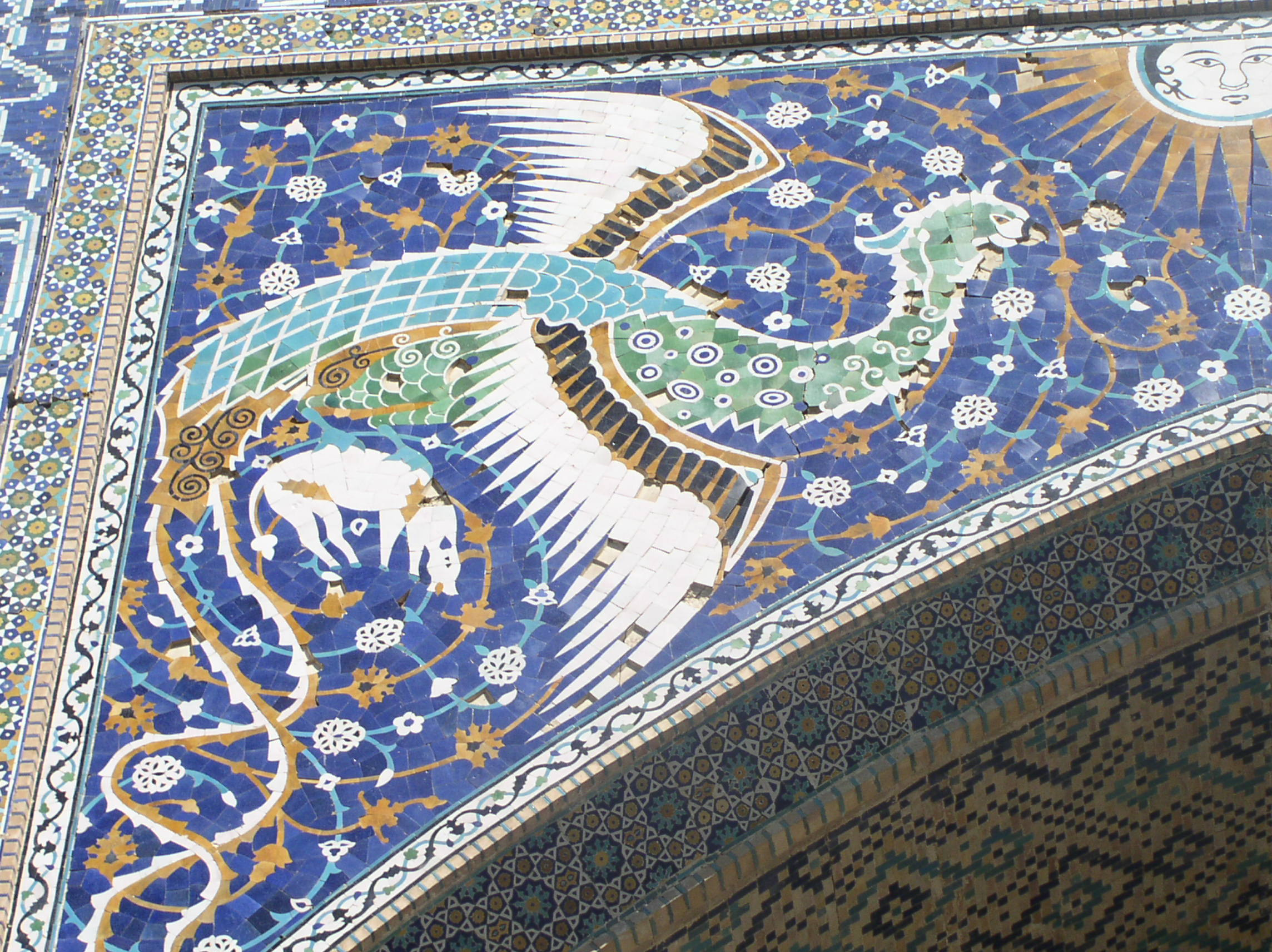
Detail des Portals der Nader-Divan-Beghi-Madrasah mit der Darstellung des Simurgh (Pahlavi: Senmurv), Buchara, Usbekistan

- Fravaschi. Bereits vor der Materialisierung der Schöpfung individuell angelegte Kraft zu allem Erschaffenen, welche auch das Ende des diesseitigen Seins jedes Geschöpfes überdauert, bei Menschen als eine der fünf inneren Kräfte u. a. neben Daena. Fravaschi guter Menschen erscheinen nach deren Tod als beschützende Mächte. Auch Ahura Mazda und Amschaspands besitzen ihre Fravaschis. Im Vendidad sind die Divs als die Fravaschi verstorbener Sünder zu verstehen.
- Garschasp, Garšāsp (neupersisch), avestisch Kərəsāspa und mittelpersisch Kirsāsp; Sohn des Sam, welcher als dritter Mensch das Getränk Haoma zubereitete und dem zur Belohnung hierfür Garschasp und dessen Bruder geschenkt wurden; eine der ruhmvollsten Gestalten der iranischen Mythologie; Übergang des Farr des Mutes und des Krieges vom abgefallenen Dschamschid auf Garschasp; Garschasp gewidmet ist auch das Buch Garschāspnāme des persischen Dichters Asadi Tusi; verschiedene Angaben zu Ahnen und Nachkommen Garschasps je nach Quelle; im Schāhnāme Vater Narimāns und Großvater Sāms
- Garsivaz, Garsiwaz; Bruder des Afrasiab, sorgt für die Trübung der Beziehung zwischen Afrasiab und Siyawasch, welcher schließlich auf Afrasiabs Veranlassung ermordet wird.
- Garudemān, Garzmān; siehe Anagran.
- Gayomarth, das erste menschliche Wesen (avestisch Gayō Maretan), auf Ahrimans Veranlassung ermordet; im Schāhnāme als Kaiumars König und Begründer der Pishdādiān-Dynastie; siehe auch Maschia und Maschiana.
- Geush Urvan (avestisch), die Seele der neben Gayomarth im Beginn erschaffenen „Kuh“, auf die die gute Schöpfung und deren Geist zurückgehen; siehe auch Mah.
- Gīv, Giv, Gew, Pahlavi Vēv; Vater des Bijan und Sohn des Gudarz, begab sich auf der Suche nach Kai Chosrau ins Land Turan und errettete diesen nach sieben Jahren.
- Gordafarid („Gordāfarīd“); iranische Kriegerin, kämpft gegen Sohrab; kluge Heldin und Sinnbild einer mutigen Kriegerin
- Goschtasp, Goštaspā,, König aus der Dynastie der Kayaniden. Siehe auch Wischtaspa.
- Gostahm (neupersisch), avestisch Vistauru, Pahlavi Vistahm sowie Vistaxm; Heldengestalt im Schāhnāme; Sohn des Nowzar und Bruder des Tus; erscheint bereits im Avesta; ruhmvoller Heerführer im Kampf gegen das Land Turan; betet ebenso wie sein Bruder Tus zur Gottheit Anahita; nachdem diese auf sein Gebet hin die Wassermassen des Stromes „Vitanguhaiti“ spaltet, überquert Vistauru das Flussbett.
- Gottheiten; siehe Yazata.
- Gudarz, iranischer Feldherr und Königsberater in der Regierungszeit des Kai Kawus sowie des Kai Chosrau; Sohn des Keschwad und Vater des Gīv und Rohhāms. Gemäß Ferdousi kommt in der Epoche der Kayaniden neben dem Hause des Sām dem Geschlecht „Gudarz-e-Kešvādegān“ eine hohe Bedeutung zu.
- Haft Keshvar (neupersisch), im Avesta Haptō Karšvare, hierbei in den Gathas als Haptaiti Bumi; die „Sieben Länder“ gemäß der Aufteilung der Erde in sieben Regionen in der iranischen Mythologie, dies auf der Basis der indoiranischen Mythen auch in Indien und entsprechend im Sanskrit als Sapta Dvipa.
- Haoma, Pflanze, rituelles Rauschgetränk, zugleich eine Gottheit, siehe auch Hom
- Hokar, avestisch Hukairya; im Avesta mehrfach erwähnter Gipfel, von dessen Höhe sich der Fluss Anahita („Aredvi Sura Anahita“) ins Meer Vourukasha ergießt; erscheint u. a. in den Yaschts 10 und 12 sowie im Visperad und im Bundahischn.
- Hom bzw. Haoma; heldenhafte heilige Gestalt in den Yaschts und im Schāhnāme; sowohl avestischen Quellen als auch der Schilderung im Schāhnāme ist eine wesentliche Rolle Homs im Kampf gegen Afrasiab, konkret die Ergreifung und nach einem Teil der Angaben der Tod der Person Afrasiabs nach dessen Niederlage gegen Kai Chosrau, zu entnehmen. Siehe auch Haoma.
- Homa (persisch), avestisch Humāya und Pahlavi Humāy; mythologischer Vogel des Segens und der Freude. Der Schatten des fliegenden Homas spende Glück; werfe Homa seinen Schatten kreisend auf einen Menschen oder setze er sich auf dessen Schultern, so sei diesem das Königtum vorausbestimmt. Hierbei deutlicher Sinnzusammenhang mit Farr (Xwarenah). Der Vogel Homa erscheint u. a. in der „Konferenz der Vögel“ des persischen Dichters Fariduddin Attar aus dem 12. Jahrhundert, und er bildet das Emblem und den Namen der 1946 gegründeten nationalen iranischen Fluggesellschaft Iran Air.
- Homa Tschehrsad, Homāy Čehrzād, Homāy Čehrāzād, avestisch Humāyā/Humaya, Pahlavi Homāk; iranische Königin aus der Dynastie der Kayaniden; erscheint bereits im Avesta im Drvasp Yascht und im Farvardin Yascht, ebenso im Bundahischn, im Schāhnāme und in anderen Quellen; in der Pahlavi-Erzählung „Yadegar-e Zariran“ erscheint sie als Tochter Wischtaspas und als die schönste Frau im Lande Iran.
- Human („Hōman“); turanischer Krieger, der die Identität Rostams gegenüber Sohrab im Kampf der beiden Helden geheim hält; Human, im Schāhnāme Bruder Pirans und des jüngeren Pilsams, zählt zu den Söhnen des Hauses Viseh und erscheint im Bundahischn als Sohn Visaks (avestisch Vaesaka, neupersisch Viseh). Er wird im Schāhnāme im Zuge des Krieges zwischen Kai Chosrau und Afrāsiāb im Kampf durch Bijan besiegt, während im Avesta die „Söhne Vaesakas“ in der Schlacht gegen Kavi Hausravangha (Kai Chosrau) fallen.
- Hōšang, avestisch Haošyaŋha, Haošangha; im Schāhnāme König der Pishdādiān-Dynastie; erscheint im Avesta mit der avestischen Wurzel der Bezeichnung des Herrscherhauses (Paradāta entsprechend Pishdād) unter anderem im Zamyad Yascht, wo berichtet wird, dass er über „sieben Länder“ geherrscht habe.
- Hvare Xšaēta, Xwaršēd, Khorshid: „Strahlende Sonne“; Gottheit der Sonne, Sonne; Hvare Xšaēta ist in der avestischen Literatur insbesondere ein Yascht gleichen Namens gewidmet, des Weiteren ein Niyâyeš im Khordeh Avesta.
- Iradsch, Iradj, avestisch Airyava Êreač;  Sohn Fariduns, König der Pishdādiān-Dynastie; durch Faridun als Thronerbe Irans eingesetzt, während Salm die westlichen Territorien, häufig mit dem großen Sarmatien identifiziert, und Tur die östlichen Gebiete jenseits des Oxus, fortan genannt Turan, erhielten. Siehe auch Salm sowie Tur und Turan.
- Joshamin

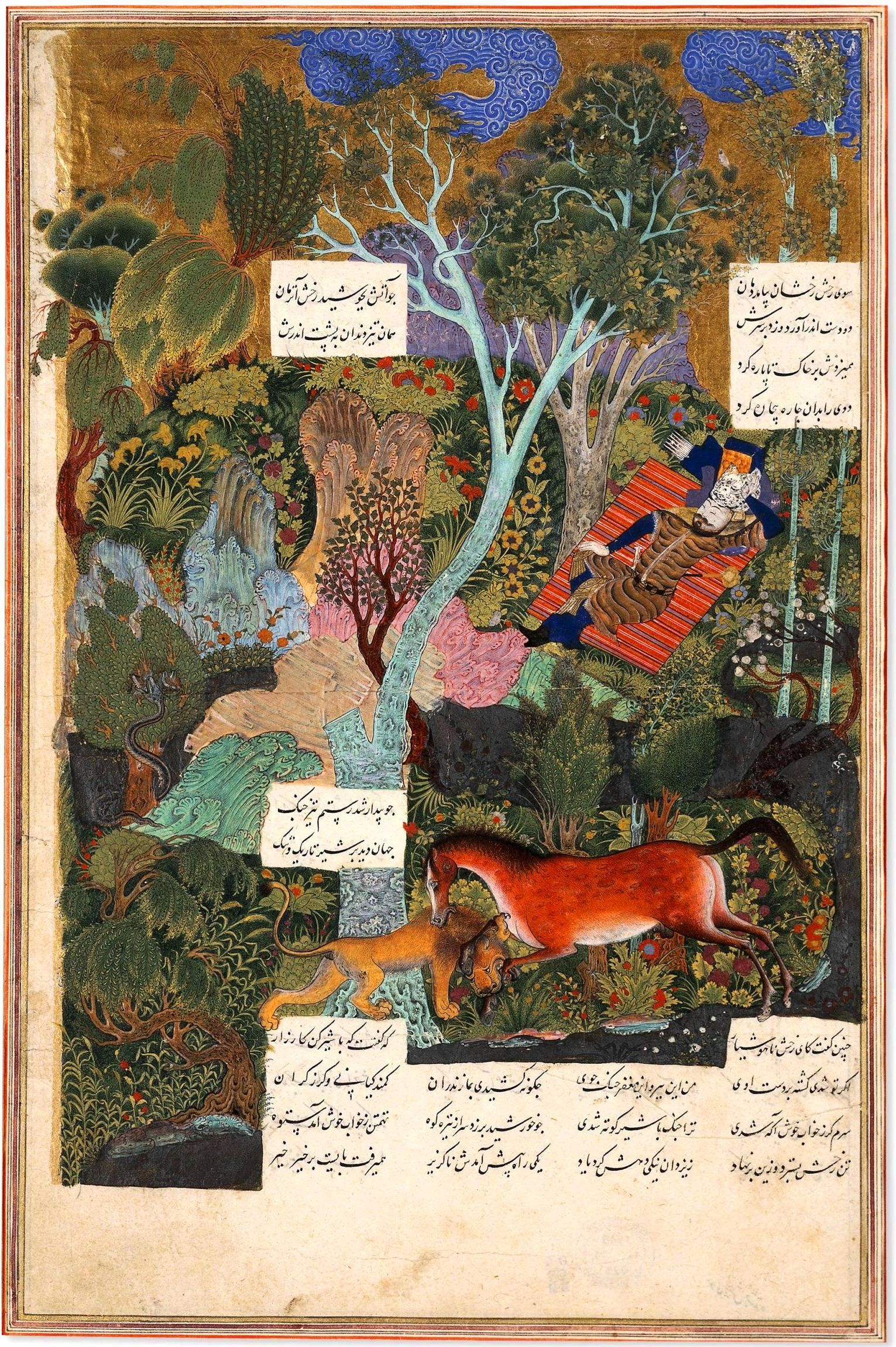
Rachsch tötet die Bestie, während Rostam schläft. Episode aus Haft Xāne Rostam. Persische Miniatur aus einem Manuskript des Schahname.

- Kai Bahman (persisch) oder kurz Bahman, mittelpersisch Wahman; entsprechend avestischer Form „Kavi Vohumana“, jedoch nicht im Avesta erscheinend; König aus der Dynastie der Kayaniden und Sohn Esfandiyars, im mittelpersischen Denkard zum Kreise herausragender zoroastrischer Könige Irans gezählt; in neuerer Literatur teils als Kombination historischer Großkönige aus achämenidischer Zeit (Kyros II. und Artaxerxes I.) verstanden; aus Anlass des Todes seines Vaters Esfandiyar im Kampf gegen Rostam führte Bahman laut Schāhnāme seine Truppen erfolgreich ins Gebiet Sīstān, Heimat und Sitz des Hauses Rostams.[2]
- Kai Kawus, Kavi Usan; König aus der Dynastie der Kayaniden; Vater Siyawaschs und Großvater Kai Chosraus; im Avesta, in den Pahlavi-Schriften und im Schāhnāme in vielen Überlieferungen und Abenteuern dargestellt. In mehreren Episoden Unterstützung durch Rostam; ließ sich durch ein Fluggerät – bestehend aus einem speziellen Thron und Adlern – in den Himmel tragen.
- Kai Chosrau, Kavi Hausravangha; eine der angesehensten und weisesten königlichen Gestalten, König aus der Dynastie der Kayaniden; Parallelen zur historischen Figur Kyros des Großen; besiegte Afrāsiāb, der seinen Vater Siyawasch ermordet hatte; nach weiteren Regierungsjahren entschied er sich aus eigenem Antrieb gegen den Thron und ging in die Natur, es folgte seine Auferstehung; werde mit dem Erlöser (Saoshyant) zum Frashokereti, dem Tage der Erneuerung der Welt, wiederkehren.
- Kai Kobad („Kai Qobād“), Kavi Kavāta, Kai Ghobād; Gründer der Dynastie der Kayaniden; führt siegreich Krieg gegen Afrasiab und herrscht als gerechter König von Iran.
- Kaveh („Kāveh“); Held im Kampf gegen Zahhak; nachdem achtzehn seiner Söhne durch Zahhak ermordet wurden, führt Kaveh das Volk gegen Zahhak an, um diesen zu stürzen; Kavehs durch Faridun und andere Könige mit Edelsteinen besetzte Schmiedeschürze (Derafsche Kaviani) wird zum Symbol der Freiheit und der Nation und später zur Flagge des Perserreichs der Sassaniden; Ahnherr des Hauses Karen aus den sieben führenden Geschlechtern des parthischen Hochadels, welches mit Unterbrechungen bis ins 11. Jahrhundert n. Chr. im Norden Persiens herrschte.
- Kavi Siāvaršan Siehe Siawasch
- Kayaniden, frühiranisch-mythologische Dynastie, bereits erwähnt in den Yaschts; im „Farvardin Yascht“ unter den Namen: Kavi Kavāta, Kavi Aipi Vanghu, Kavi Usaδan (Kavi Usan), Kavi Aršan, Kavi Pisina, Kavi Byaršan, Kavi Syāvaršan, Kavi Hausrava (Kavi Hausravangha). Die Kayaniden erscheinen auch in weiteren Werken der iranischen Literatur, so u. a. im Schāhnāme in entsprechender, neupersischer Abwandlung des Namens. Siehe auch Einträge unter Kai und Kavi.
- Keresaspa, siehe Garschasp.
- Keschwad, Kešvād, Gešvād; Vater des Gudarz und Ahnherr des Hauses „Gudarz Kešvādegān“, Sohn des Helden Bešaxra aus dem Stamm des Kāveh, lebte zur Zeit des Faridun
- Kianeseh („Kiāneseh“), Kiānsieh, Kānsieh, Kānsaoyah; See mit erheblicher mythologischer Bedeutung, identifiziert mit dem See Hāmun.
- Lohrasp („Lohrāsp“), Kai Lohrasp, im Avesta Aurvat Aspa; König aus der Dynastie der Kayaniden; gemäß Firdausi gründete Lohrāsp den Tempel „Barzin“, welcher teils mit dem in parthischer und sassanidischer Zeit herausragenden Feuertempel „Azar Barzin Mehr“ („Adur Burzen-Mihr“) identifiziert wird.
- Mah („Māh“, persisch), avestisch Māvangh; Gottheit des Mondes, Mond; nach Tötung des ersten, durch Ahura Mazda erschaffenen Tieres, der ersten „Kuh“, des Ur-„Rindes“, auf Geheiß Ahrimans nimmt der Mond den Samen des Tieres, Urkeim der gesamten tierischen Schöpfung, in Obhut und reinigt ihn in seinem Lichte. Siehe auch Geush Urvan.
- Manischeh, Manijeh; Tochter Afrasiabs, Geliebte Bijans
- Manthra („Mānthra“) avestisch, Māntra, Pahlavi Mānsar; in Wort gefasster poetischer Gedanke, „göttliches Wort“, „heiliges Wort“, sinnerfüllte Botschaft und Sinnspruch; zugleich Spruch und Gebet gegen Krankheit, Unglück und Dämonen, siehe auch Divs und Vendidâd.
- Manthraspenta, Mānthraspenta (avestisch); Pahlavi Māraspand; mit göttlicher Macht ausgestatteter Manthra; in jüngeren avestischen Texten, beispielsweise im Vendidâd, Schutzgottheit des heiligen Wortes und Gottheit des Wortes Ahura Mazdas; u. a. dargestellt als „die weiße, helle, strahlende Seele Ahura Mazdas“.
- Mantikor, Martyaxwar (altpersisch: „Menschenfresser“); ein Fabelwesen
- Manutschehr, persisch Manūchehr, avestisch Manuščiθra; bereits im Avesta auftretende Königsgestalt. Im Schāhnāme Enkel Iradjs, Herrscher von Iran, Dynastie der Pishdādiān
- Maschia und Maschiana, Mašyaɣ/Mašyānaɣ, Mahryāɣ/Mahryānaɣ, Mašyā/Mašyānē; gemäß dem achten Buch des Denkart und dort unter Berufung auf Chehrdad Nask (Čihrdād Nask), einen verschollenen Text des sassanidischen Avestas, der erste Mann und die erste Frau; nach Ermordung Gayomarths entspringt dessen Samen eine Pflanze, aus der Maschia und Maschiana hervorgehen.
- Mehrab („Mehrāb“), Mihrab; König zu Kabul; Vater Rudabehs, der Mutter Rostams
- Mehrgan („Mehrgān“), Mehregān, Mithrākān; iranisches Fest zu Ehren der Gottheit Mithra. Am letzten und sechsten Tag des Festes wurde der grausame König Sohāk durch Faridun an den Berg Damavand gekettet.
- Mithra, Mihr, Mehr; iranische Gottheit des Vertrages und des Eides, Beschützer der Wahrheit, später assoziiert mit der Sonne; die bereits in frühester iranischer Zeit bestandene Gottheit wurde in die zoroastrische Lehre integriert und darin als Yazata verehrt.
- Nanghait, Nanghaithya; ein Erzdämon, Daeva der Unzufriedenheit und des Stolzes
- Nariman („Narimān“), Vater des Helden Sām
- Nariosang, Pahlavi Naryosang, avestisch Nairyo Sangha; iranische Gottheit; zugleich neben den fünf avestischen Arten des Feuers Berezisavangha, Vohu Fryāna, Urvāzišta, Vāzišta und Speništa als weiterer, im Avesta dargestellter Typus des Feuers in Erscheinung tretend; als Gottheit wirkt Nariosang neben und teils gemeinsam mit der durch Opfergaben verehrten iranisch-zoroastrischen Gottheit[3] Sraoscha (auch Sraosha) insbesondere in der Rolle eines Boten Ahura Mazdas.
- Nouruz, Nowruz, Naurus, Newroz, Noruz; Neujahrs- und Frühlingsfest zum Frühlingsäquinoktium, beginnend am 20. bzw. 21. März; gemäß Schāhnāme erstmals eingeführt durch den König Dschamschid, demgemäß im Persischen auch als Nowruze Dschamschidi und als Jamshēd-i Nawrōz bei den Parsen; Decken der Tafel Haft Sin („Sieben S“) als eine der wesentlichen Nouruz-Traditionen u. a. mit sieben Hauptbestandteilen mit symbolischer Bedeutung sowie in Repräsentation der sieben Amschaspands (Amesha Spenta), entsprechend dem ersten Buchstaben der Bezeichnung Spenta.
- Nowzar, heroischer König und Sohn Manutschers, Pishdādiān-Dynastie des Schāhnāme, fiel im Kampf gegen Afrasiab; im Avesta Nautairia als das Haus Nowzars, „Nowzars Geschlecht“
- Pari (neupersisch), Pahlavi Parīg, avestisch Pairikā; gemäß Vendidâd ursprünglich als Gottheiten verehrte Wesen, repräsentiert in Kometen und beweglichen Himmelskörpern; später zunehmend negative Wertung als Teil der Heerscharen Ahrimans, welche im Himmel gegen die indoiranische Gottheit Tischtrya (englisch transkribiert Tishtrya) und damit gegen den Regen wirkten, so im Tischtar Yascht; im Verlauf zunehmend anthropomorph erscheinende Ausgestaltung als den Daeva und Divs entsprechende, in Form betörender weiblicher Schönheiten auftretende Wesen mit hoher Zauberkraft, welche ebenso wie die frühen Pairikā zu fliegen im Stande sind. In der neueren persischen Literatur teils positive Wertung als Sinnbild schuldloser weiblicher Schönheit.
- Paschang („Pašang“); gemäß Schāhnāme Vater des Afrasiab und aus dem Hause des Tur, eines der drei Söhne Fariduns, gemäß Bundahischn Bruder Visaks (entsprechend Vaesaka bzw. Viseh)
- Peschu-Pana („Pešu-Pāna“); zwei Hunde, deren Aufgabe es ist, die Cinvat-Brücke zu bewachen.
- Pilsam Bruder Pirans im Schāhnāme, im Kampf besiegt durch Rostam; erscheint im Bundahischn als San („Sān“).
- Piran Viseh („Pirān-Viseh“), entsprechend dem avestischen Namen des Geschlechts Vaesakya; vielschichtige, tragische und schillernde turanische Figur im Schāhnāme; sucht, die verfeindeten verwandten Völker Irans und Turans zu versöhnen, nachdem der nach Turan geflüchtete und durch ihn geschützte iranische Prinz Siyawasch auf Afrāsiābs Befehl ermordet wurde; beschützt gegen den Wunsch Afrāsiābs, Siyawaschs jungen Sohn Kai Chosrau, den späteren iranischen König; kämpft nichtsdestotrotz in der Auseinandersetzung der Iraner mit Afrāsiāb auf turanischer Seite und fällt im Zweikampf gegen Gudarz.
- Pishdādiān, entsprechend avestisch Paradāta. Dynastie frühiranisch-mythischer Könige vor dem Hause der Kayaniden. Im Avesta erscheint der Begriff in den Yaschts sowie im Vendidâd und erstmals beim König Haošangha (Hōšang). Im Schāhnāme Beginn der Dynastie mit Kaiumars (Gayomarth).
- Qaf („Qāf“), Kuh-e Qāf, Qāfkuh; ein Gebirge, welches die gesamte Welt umringt; über ihm erstrahlt an jedem Morgen die Sonne; um den Berg ranken sich verschiedenste Mythen und Vorstellungen; erhebliche Bedeutung für die persische Literatur und die persische Mystik, somit beispielsweise zu finden bei Firdausi und Fariduddin Attar. Auf dem Berg Qāf lebe der Vogel Simurgh (Senmurv).
- Rachsch, Pferd des Helden und Kriegers Rostam
- Rama („Rāma“), Rām, Rāman (avestisch „Ruhe“ bzw. „Friede“, entsprechend persisch Ārāmeš); eine Gottheit, im Bundahischn im Gegensatz zum avestischen Ram Yascht mit der Gottheit Vayu identifiziert und u. a. als „die gesamte Schöpfung“ erfreuend und befriedend dargestellt
- Raschnu (avestisch; auch Rashnu), Pahlavi: Raschn, im Avesta auch als Rašnu Razišta; iranisch-zoroastrische, durch Opfergaben verehrte[4] Gottheit der Gerechtigkeit, nach Mithra und Sraoscha dritte Gottheit an der Brücke Cinvat; Sohn Ahura Mazdas und Spenta Armaitis und Bruder Mithras, Sraoschas, Aschis und Daenas
- Rātā, Schutzgottheit der Freigebigkeit
- Rostam, großer Held und Krieger, teils identifiziert mit Surena; Sohn des Zal und Vater Sohrābs; eine der schillerndsten Figuren des Schāhnāme
- Rudabeh, Mutter Rostams, Gemahlin des Zal
- Sadeh-Fest, Sada; Fest des Feuers, an welchem Freudenfeuer entfacht werden, hundert Tage nach Beginn des großen Winters Zayana und fünfzig Tage und fünfzig Nächte vor dem Neujahrs- und Frühlingsfest Nowruz, somit vor dem „großen Sommer“ Hama und in zweifachem Bezug zur Zahl „hundert“, neu- und mittelpersisch „sad“.
- Salm, avestisch Sairima, Pahlavi Sarm; einer der drei Söhne Fariduns, der einen von drei Teilen des Reiches erbte; in der Forschung häufig als Urvater des iranischen Volkes der Sarmaten und Alanen sowie der aus diesen hervorgegangenen Osseten (Selbstbezeichnung in ossetischer Sprache als „irættæ“: „Iraner“) betrachtet. Siehe auch Iradsch und Tur.
- Sām, Vater Zals und Großvater Rostams im Schāhnāme; im Avesta ebenfalls vorkommend, siehe auch Garschasp
- Saoschjant, Sošiānt; Figur des Erlösers der Welt
- Saurwa, ein Erzdämon, Daeva der Unterdrückung und der Unfreiheit
- Schagād, Halbbruder von Rostam
- Schangol, indischer König, Verbündeter von Afrasiab im Kampf gegen Iran
- Siamak („Siāmak“), geliebter Sohn des Kaiumars (siehe Gayomarth), gefallen im Kampf gegen einen Div
- Simurgh (persisch), Pahlavi Sēnmurv, avestisch Mərəγō Saēnō („Der Vogel Saēna“); mythologischer Vogel in avestischer, mittelpersischer und persischer Literatur; im Schāhnāme erscheint er u. a. im Zusammenhang mit dem Helden Zal, welchen er als Säugling errettet und mit Weisheit und in Liebe erzieht.
- Simurgh-Baum, Baum des Simurgh im See Farāxkart bzw. gemäß Schāhnāme in den Höhen des Elburs-Gebirges
- Siyawasch, Prinz, Sohn des Kai Kawus. Im Avesta Siāvaršan und in der Pahlavi-Literatur Siāvaxš; heiratet im Schāhnāme Farangis, die Tochter Afrasiabs, wird jedoch später durch Afrasiab getötet; Sinnbild des edlen Menschen und zugleich des würdigsten Prinzen.

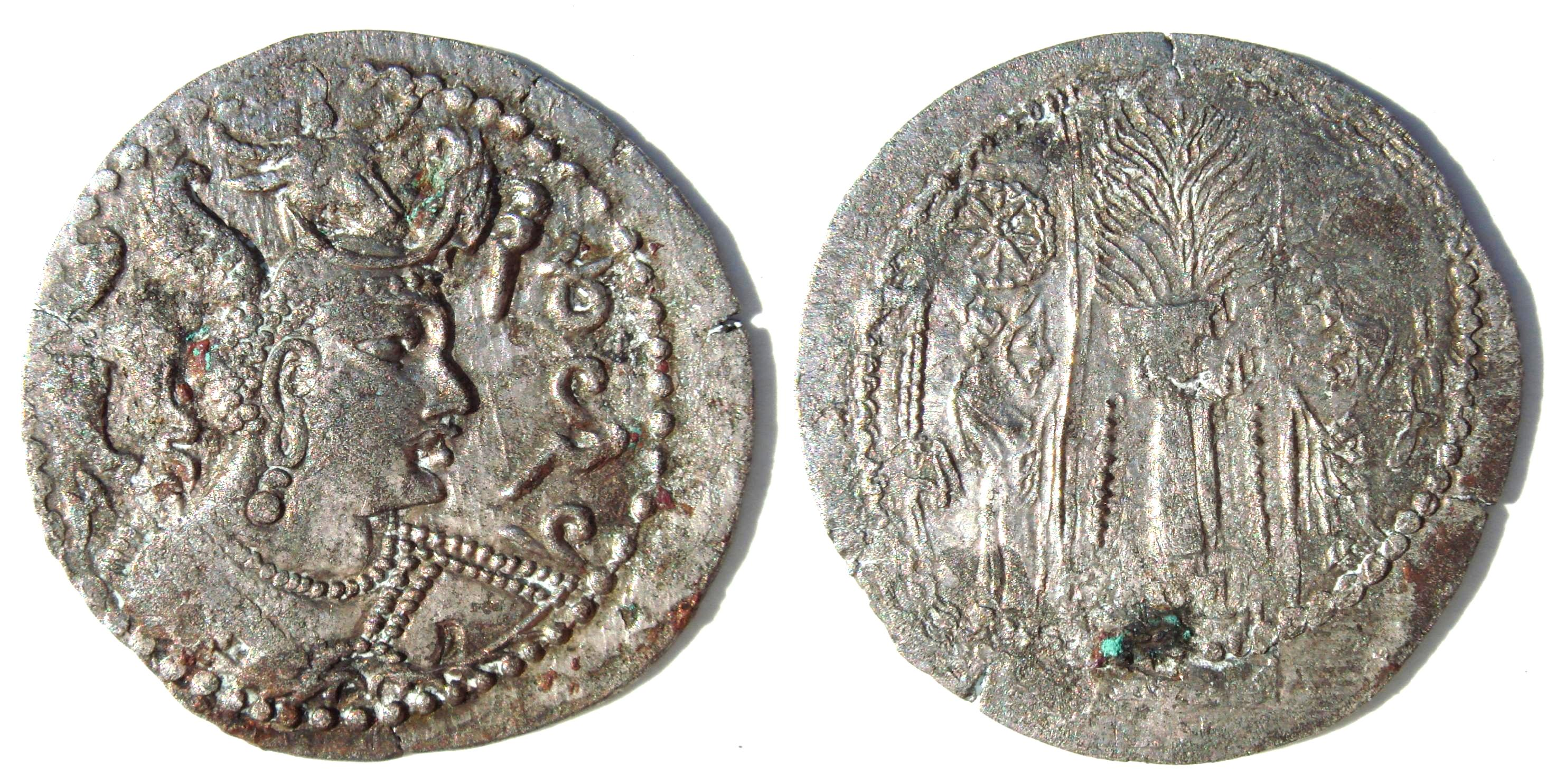
Münze des Reichs der Hephthaliten mit dem Schriftzug des Namens des Königs Napki Malka in Pahlavi und einem Feueraltar

- Sohrab („Sohrāb“), Sohn Rostams, fällt in einem Zweikampf gegen Rostam, in welchem dieser die hohe Kampfkunst Sohrābs spürt, ohne dass sie einander als Vater bzw. Sohn erkennen, da Sohrāb nicht beim Vater aufwachsen konnte; erst kurz vor dem Tode des schwer verwundeten Sohrābs wird die Identität der Helden beiden bekannt, worauf eine der schmerzvollsten Szenen des Schāhnāme folgt. Siehe auch: Rostam und Sohrab.
- Spenta Armaiti, Spendarmad, Espand, Esfand; „Heilige Hingabe“, „Heilige Demut“, „Heilige Frömmigkeit“; ein Amschaspand, „Tochter Ahura Mazdas“; in der physischen Welt assoziiert mit der Erde
- Spenta Mainyu, Ursphäre der Guten Schöpfung Ahura Mazdas, Geist der guten und reinen Schöpfung; ihm entgegengesetzt Angra Mainyu/Ahriman
- Sraosha, Soroush, Surusch, Sarusch (Sarūš); iranische Gottheit des Gehorsams, Sinnbild des Gewissens, Bote (bzw. Engel) Ahura Mazdas und „Lehrer Daenas“; nimmt im Vergleich zum Erscheinungsbild in den Gathas in jüngeren avestischen Texten zunehmend Eigenschaften der Gottheit Mithra an; kämpft im Vendidâd gegen die Daeva, erscheint teils unter den richtenden Gottheiten des Jenseits.
- Sudabeh, Gemahlin des Kai Kawus mit verhängnisvoller Liebe zu Siyawasch
- Tahmina, Tahmineh; Gemahlin des Helden Rostam und Mutter Sohrābs
- Tahmorath, Tahmuras; Sohn Hōšangs und König, besiegte die Divs, im Schāhnāme König der Pishdādiān-Dynastie
- Taurvi, Tauriz; Daeva des Hungers, ein Erzdämon
- Thrita („Θrita“), Trita; erster Arzt und Heiler auf Erden; seine Heilkunst erscheint u. a. im Vendidâd und im Bundahischn; berichtet wird von der Behandlung durch Heilpflanzen sowie chirurgischen Eingriffen, des Weiteren u. a. von der Therapie gegen Gift, Fieber und Knochenbrüche; teils mit Θraētaona (Faridun) gleichgesetzt; Parallele zur Figur des ersten Arztes bzw. des Heilgotts in anderen Kulturen, so des ägyptischen Imhotep und des griechischen Asklepios; als Thrita erscheint im Hom Yascht ein Priester des Haoma aus dem Hause „Sāma“ (neupersisch Sām), dessen Kenntnisse über die Pflanze Haoma gelobt werden und welchem zur Belohnung zwei Söhne, Garšāsp (Garschasp) und Urvāxšaya, geschenkt wurden.
- Tirgan („Tirgān“), Tiregān; iranisches Fest zu Ehren der Gottheit Tischtrya, Fest des Regens. Im Zuge des territorialen Streites zwischen den Ländern Iran und Turan schoss der Legende nach der Krieger Arash am Tage dieses Festes einen Pfeil ab, der die Grenze zwischen den zwei Völkern festlegte und den Streit beendete.
- Tischtrya, Tištrya, Tir; Gottheit des Regens, der Stern Sirius; Gegenspieler Apaoshas; eils identifiziert mit dem Planeten Merkur, dessen persischer Name Tir sich von Tischtrya ableitet
- Tschahar Schanb-e Suri („Tschāhār Schanbe Sūrī“); Fest zum Triumph des Lichtes über die Dunkelheit vor Nouruz und damit vor der Tagundnachtgleiche des Frühlings; gefeiert mit Freudenfeuern am Vorabend des letzten Mittwochs des persischen Jahres
- Tur, Sohn Fariduns, im Schāhnāme Ahnherr Afrasiabs und allgemein der Könige des Landes Turan, dessen Bezeichnung einen wörtlichen Bezug auf die Gestalt des Tur herstellt.
- Turan (Mythologie), alte iranische Bezeichnung, am ehesten entsprechend Zentralasien, „Land des Tur“. Siehe auch Tur.
- Tus, Tōs, Tous; Sohn Nowzars, erscheint unter anderem im Avesta in den Yaschts, in der Pahlavi-Literatur im Denkard und Bundahischn sowie im Schāhnāme. Der Bericht des Schāhnāme über Tus als iranischer Heerführer im Kampf gegen die verfeindeten Turanier, konkret die Söhne des Viseh (avestisch Vaesaka), spiegelt sich in den Berichten der Yaschts. Im Aban-Yascht bittet Tus die Gottheit Anahita um den Sieg in dieser Schlacht, welche er schließlich zu seinem Gunsten entscheidet.
- Uparatāt; iranische Gottheit der Überlegenheit, Göttin des Sieges; findet in der Literatur meist gemeinsam mit Verethragna und Ama Erwähnung.
- Vanant (avestisch: „besiegend“), Vanand; iranische Gottheit, meist mit dem Stern Wega im Sternbild der Leier identifiziert; Vanant gewidmet ist ein Yascht gleichen Namens.
- Varaqna („Vāraɣna“), Vāreqna, Vāreqan, Vāraghna, Vāreghna, Vāreghan; mythologischer Vogel, in der Tierwelt meist identifiziert als Falke; gemäß Zamyad Yascht geht Dschamschids „Farr“ (Xvarrah) nach dessen Abfall vom rechten Wege „im Körper des Vogels Vāraqna“ auf Mithra sowie auf Faridun und Garschasp über; als ein Vogel mit überragenden Attributen erscheint Vāraqna u. a. im Bahram Yascht, wo der Besitz seiner Feder und deren Reibung am Leib dem Besitzer Farr und Unbesiegbarkeit verleiht, was Parallelen zur Bedeutung der Feder Simurghs im Schāhnāme erkennen lässt.
- Varuna, iranische Gottheit, zu unterscheiden von Varuna in Indien
- Vayu, weitere Gottheit des Windes
- Varzesch-e Pahlavani, eine persische Kampfkunst
- Verethragna (avestisch Vərəθraγna), Varahran, Vahram, Bahram; Gottheit des Sieges; Verethragna gewidmet ist Bahram Yascht, wo der Gottheit „erobernde Überlegenheit“ zugeschrieben wird; nach Verethragna benannt sind als Bahram u. a. mehrere sassanidische Großkönige sowie Prinzen, ebenso der Planet Mars im Mittel- und Neupersischen.
- Viseh (neupersisch), mittelpersisch Visak, avestisch Vaesaka; Vater der turanischen Krieger und Prinzen Piran Viseh, Pilsam und Human, auf ihn zurückgehend das Haus Vaesakya.

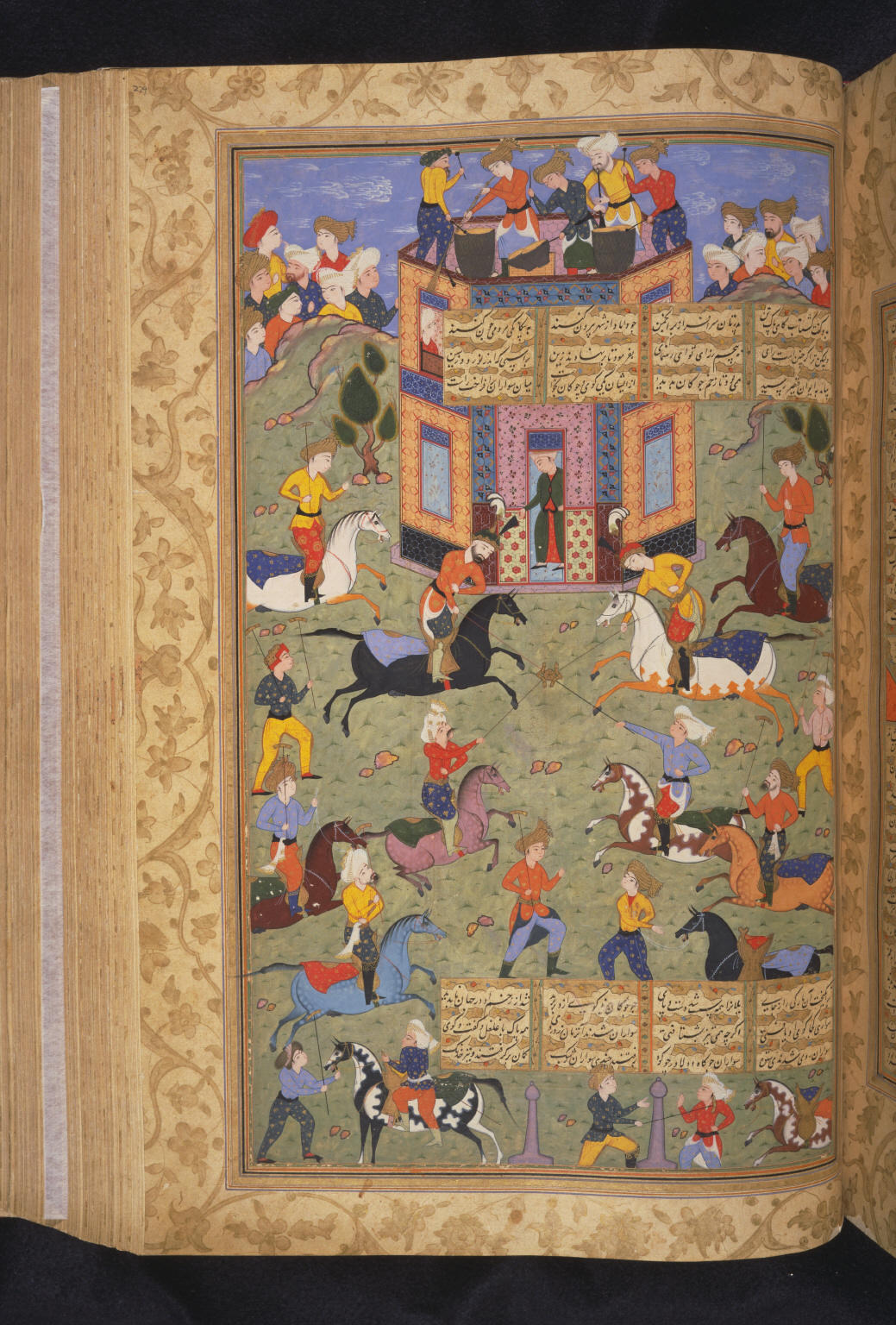
Goschtasps Polo-Spiel am Hofe des römischen Kaisers. Persische Miniatur aus einem Manuskript des Schāhnāme

- Vivanghan („Vivanghān“); gemäß Avesta erster Priester des Haoma, welchem zur Belohnung ein Sohn, der spätere König Dschamschid, geschenkt wurde.
- Vourukasha („Vourukaša“, avestisch), Pahlavi Farāxkart; mythologisches Meer, dessen Entstehung Tir-Yascht zu entnehmen ist; hiernach führte die Gottheit Tischtrya gegen Apaosha einen Krieg, um den Regen aus dessen Fängen zu befreien; dem in drei Etappen errungenen Sieg folgte jeweils eine Regenzeit von zehn Tagen und zehn Nächten, deren Wassermassen schließlich Ahriman und die Divs vernichteten und das Meer Vourukaša entstehen ließen. Erhebliche mythische Bedeutung, da verschiedene Ereignisse der iranischen Mythologie im Zusammenhang mit diesem Meer berichtet werden, hierbei u. a. in Verbindung mit Anahita, Simurgh und Afrasiab.
- Wata, Wāta; eine von zwei Gottheiten des Windes
- Wischtaspa, Kavi Wištaspā; König zur Zeit Zarathustras, Goschtasp im Schāhnāme; Differenzen in der Gestalt Wischtaspas zwischen avestischen Texten und dem Schāhnāme
- Wis und Ramin, Vis und Ramin („Wīs und Rāmīn“); Liebeserzählung aus dem Partherreich, an welcher zwei parthische Herrscherhäuser beteiligt sind; ursprünglich in mittelpersischer Sprache, später in der neupersischen Fassung durch den persischen Dichter Gorgani zu Isfahan gedichtet.
- Xwarenah  (avestisch xᵛarənah- (Neutrum), Pahlavi xwarrah, neupersisch farr(ah)), ein bedeutender Begriff der iranischen Geistesgeschichte.
- Yatu („Yātu“, avestisch sowie altpersisch), Pahlavi Jādūg; Zauberer; entsprechend Neupersisch Jādu für Magie, Zauber, Hexerei, Hexenkunst
- Yazata (avestisch), iranische Gottheiten mit Ahura Mazda als Schöpfer. Yazata als Gottheiten sind u. a. Mithra, Anahita, Verethragna, Sraosha, Atar, Hvare Xshaeta, Vad, Vayu, Tischtrya, Zam (Zamyad), Rashnu und die sechs Amschaspands. Yazata im Avesta auch als die Wahrhaftigen und Rechtgeleiteten (genannt Ashavan gemäß dem Prinzip Asha) mit Zarathustra als deren Höchstem.
- Yima, Yima Xšaēta. Siehe Dschamshid
- Zahhak, Sahhāk, Sahāk, Sohhāk, Sohāk; siehe zusätzlich zu Zahhak obiges Stichwort Azhi Dahaka sowie den entsprechenden Artikel unter Azhi Dahaka.
- Zairicha, Zairiz; Daeva des Durstes, ein Erzdämon
- Zāl („Zāl“, auch Dastan), Vater Rostams; als Säugling durch den Vogel Simurgh auf dem Gipfel des Berges Damavand errettet und in Liebe erzogen, kehrte Zal später zum Sām zurück, der ihn ausgesetzt hatte
- Zam, Zāmyazd, Zāmyād; Gottheit der Erde, Zam zugleich als Erde; unter den „Yaschts“ trägt „Zāmyād Yascht“ den Namen der Gottheit; ihr gewidmet ist der 28. Tag des Monats.
- Zau, Nachfahre Fariduns und Nachfolger Nowzars, im Schāhnāme Mitglied der Pishdādiān-Dynastie
- Zurchāneh, traditionelle iranische Sportstätte
- Zurvan Zurvān, Zruvān, Zarvān (mittelpersisch „Zeit“ entsprechend avestisch Zruvan und persisch Zamān); Schöpfergott und Vater Ahura Mazdas im Zurvanismus